# Sportklub Austria Kärnten
Lo Sportklub Austria Kärnten, detto semplicemente Austria Kärnten o SK Austria Kelag Kärnten per esigenze sponsorizzative (in italiano Austria Carinzia) fu una società calcistica di Klagenfurt, capoluogo della Carinzia in Austria. Fondata nel 2007 acquisendo il titolo dell'ASKÖ Pasching, si sciolse tre anni più tardi per via di problemi economici.
I colori sociali erano il bianco, il nero e l'argento, che caratterizzavano lo stemma sociale sul quale campeggiavano tre leoni. La squadra giocò le partite casalinghe nel Wörthersee Stadion, uno dei quattro impianti austriaci sede di Euro 2008.

## Storia

### Sportklub Austria Kärnten
Fondato nell'estate del 2007 dopo aver acquisito i diritti sportivi dell'ASKÖ Pasching, il neonato Sportklub Austria Kärnten divenne il primo club calcistico della Carinzia ad arrivare ai massimi livelli del calcio austriaco. Nonostante nella sua prima stagione (2007-2008) ottenne la salvezza solo nelle ultime partite del campionato, l'imponente impegno finanziario della proprietà permise di allestire una rosa di buon livello. Per la stagione 2008-2009 venne ingaggiato come allenatore l'ex-attaccante della Nazionale Walter Schachner, ma dati i pessimi risultati ottenuti il tecnico già campione d'Austria con il Grazer AK fu sostituito da Frenkie Schinkels. Nonostante il cambio alla guida tecnica il club retrocesse in Erste Liga al termine del campionato 2009-2010, per la prima volta da quando riuscì a raggiungere la Bundesliga. Nel corso della stagione riuscì comunque a raggiungere le semifinali di coppa d'Austria dopo aver sconfitto ai quarti di finale il Rapid Vienna.
Il 28 maggio 2010, con un comunicato ripreso dal sito ufficiale della lega, la società annunciò di non poter partecipare ai tornei professionistici per la stagione 2010-2011, scivolando così inizialmente in Regionalliga. In seguito il club fu radiato dai ranghi federali, ed il posto lasciato libero venne occupato da una nuova società, che riprese lo storico nome di Sportklub Austria Klagenfurt.

## Palmarès

### Altri piazzamenti
- Coppa d'Austria:

Semifinalista: 2009-2010